# Hybognathus regius
Hybognathus regius — це вид риб роду Hybognathus з родини ялецевих. Інша назва — Східний срібний гольян. Поселяється на дні річок, харчується річковими рослинами. Поширений на сході Канади і в східних штатах США. Максимальна довжина — 12 см.